# Progonni
Progonni (en rus: Прогонный) és un poble (un khútor) del krai de Stàvropol, a Rússia, que en el cens del 2010 tenia 111 habitants. Pertany al districte rural de Kurskaia.